# Takamanda-Nationalpark
Der Takamanda-Nationalpark ist ein Nationalpark in Kamerun. Er wurde 2008 entlang der Grenze zu Nigeria eingerichtet, um die vom Aussterben bedrohten Cross-River-Gorillas zu schützen.

## Geographie
Der Takamanda-Nationalpark befindet sich in Kamerun, entlang der Grenze zu Nigeria. Der Park liegt in der Provinz Südwest.
Der Nationalpark ist Teil eines länderübergreifenden Biosphärenkorridors, zu denen auch der Okwangwo-Sektor des Cross-River-Nationalparks, das Afi Mountain Wildlife Sanctuary und das Mbe Mountains Community Wildlife Sanctuary gehören.
Der Park erstreckt sich auf ein 676 km² großes Gebiet.

## Geschichte
Schon im Jahre 1997 begann Jacqueline L. Groves mit ersten Studien über die Gorillas des
Takamanda-Reservats. Laut ihrer Studie gab es 1999 etwa 100 Tiere im Waldreservat Takamanda.
Im Jahr 2006 setzten sich Umweltorganisationen für ein gemeinsames Vorgehen der Staaten ein, in denen die Cross-River-Gorillas vorkommen. Bei der Einrichtung des Nationalparks 2008 war die Wildlife Conservation Society beteiligt. Sie äußerte die Hoffnung, dass mit der Einrichtung die Jagd auf Gorillas und die Entwaldung verringert werden können – beides Faktoren, die zur Bedrohung der Cross-River-Gorillas geführt haben.

## Fauna

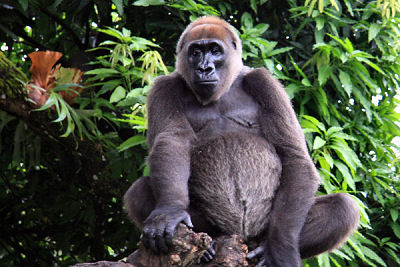
Cross-River-Gorillas sind vom Aussterben bedroht.

Neben den Cross-River-Gorillas gibt es im Park auch jede Menge Reptilienarten. Laut der Camherp Projekt Studie aus dem Jahre 2001 leben im Takamanda-Nationalpark u. a. das Stumpfkrokodil (Osteolaemus tetraspis), die Stachelrand-Gelenkschildkröte (Kinixys erosa), Stutz-Gelenkschildkröte (Kinixys homeana), die Nilweichschildkröte (Trionyx triunguis), Afrikanischer Hausgecko (Hemidactylus mabouia), Kammchamäleon (Chamaeleo cristatus) und viele Arten mehr.
Auch für Ornithologen ist der Park interessant. BirdLife International in Kooperation mit Cameroon Ornithological Club (COC) arbeitet im Augenblick daran den Takamanda-Nationalpark in die Liste der Important Bird Area (IBA) aufzunehmen.
Bei einer Inventarisierung wurden mindestens 309 verschiedene Spezies entdeckt. Hinzu kommen vier weitere Arten, die der WWF mit Hilfe von Nebelfallen im Jahr 1988 entdeckte. Zu den stark gefährdeten Arten gehören Weißkehltimalie (Kupeornis gilberti), Buntkopf-Felshüpfer (Picathartes oreas) und Bannerman-Weber (Ploceus bannermani). Nahe an der Gefährdung sind Hartlaubente (Pteronetta hartlaubii), Goldhelm-Hornvogel (Ceratogymna elata), Einfarbbülbül (Andropadus montanus), Crossley-Drossel (Zoothera crossleyi), Bangwabuschsänger (Bradypterus bangwaensis) und Weißschwanzsänger (Poliolais lopesi). Zu den endemischen Arten gehören Bronzeschwalbe (Petrochelidon fuliginosa), Ballmann-Weber (Malimbus racheliae), Buntkopf-Felshüpfer, Einfarbbülbül, Bergwaldbülbül (Andropadus tephrolaemus), Bamendabülbül (Phyllastrephus poensis), Kamerunrötel (Cossypha isabellae), Bangwabuschsänger, Farncistensänger (Cisticola discolor), Langschwanzprinie (Urolais epichlorus), Weißschwanzsänger (Poliolais lopesi), Schwarzscheitel-Laubsänger (Phylloscopus herberti), Weißkehltimalie (Kupeornis gilberti), Blaukopf-Nektarvogel (Cyanomitra oritis), Gelbbauchwürger (Laniarius atroflavus).